# Heinz Barth (Holzgestalter)
Heinz Barth (* 21. Mai 1914 in Dresden; † 21. August 1991 ebenda) war ein deutscher Holzgestalter.

## Leben und Werk
Barth absolvierte von 1928 bis 1932 eine Lehre als Holzbildhauer, die er mit der Gesellenprüfung abschloss, und arbeitete dann in seinem Beruf. Von 1932 bis 1936 nahm er Abendunterricht an der Akademie für Kunstgewerbe Dresden. Von 1936 bis 1943 war er in Dresden Mitarbeiter von Theodor Artur Winde. Ab 1943 nahm er als Soldat der Wehrmacht am Zweiten Weltkrieg teil.
Nach der Entlassung aus der Kriegsgefangenschaft hatte er ab 1948 in Dresden-Bühlau in der Neugersdorfer Straße 22 sein Atelier als Holzbildhauer und ab 1953 die Wohnung in der Nr. 24.
Von 1947 bis 1952 studierte Barth vor allem bei Winde, Rudi Högner und Hans Theo Richter an der Hochschule für Bildende Künste Dresden. Sein Diplom erwarb er in der Abteilung Plastik. Ab 1952 arbeitete er als Holzbildhauer freischaffend in Dresden. Von 1956 bis 1958 hatte er einen Lehrauftrag im Fach Holzgestaltung, und von 1958 bis 1962 war er künstlerisch-wissenschaftlicher Mitarbeiter an der Hochschule für industrielle Formgestaltung Halle – Burg Giebichenstein. U. a. arbeitete er dort unter dem Dach des Instituts für Entwurf und Entwicklung mit Horst Giese, Manfred Heintze, Albert Krause, Martin Kelm und Günter Reißmann zusammen. Sie erledigten Aufträge für Industriebetriebe, darunter Designarbeiten für Konsumgüter aus Plasten. 1960 erwarb Barth das Diplom als Industrieller Formgestalter.
Die meisten Holzarbeiten Barths sind baugebunden. Von 1953 bis 1956 schuf er Reliefs an Neubauten in Dresden, Berlin, Eisenhüttenstadt und Riesa. 1976 fertigte er eine Kopie der Galionsfigur der Tritonengondel im Schlosspark Pillnitz.
Barth war Mitglied des Verbands Bildender Künstler der DDR und dort von 1954 bis 1964 Vorsitzender der zentralen Sektion Kunsthandwerk. Er war an Ausstellungen in der DDR, der Bundesrepublik, in China, Finnland, Kuba und Japan beteiligt, u. a. 1958, 1962/1963 und 1967/1968 an der Vierten bis VI. Deutsche Kunstausstellung in Dresden.

## Ehrungen
- 1961: Goldmedaille des Ministeriums für Kultur für Formgestaltung
- 1963 Silbermedaille des Künstlerischen Wettbewerbs des IV. Deutschen Turn- und Sportfests in Leipzig